# Kraftwerk Chvaletice
Das Kraftwerk Chvaletice (tschechisch Elektrárna Chvaletice, Abkürzung ECH) ist ein mit Braunkohle aus dem Tagebau bei Most befeuertes Kohlekraftwerk beim Ort Chvaletice an der Elbe in Ostböhmen, Tschechien. Der Schornstein der Anlage ist 305 m hoch und gilt als höchstes freistehendes Bauwerk in Tschechien.

## Geschichte
Die Anlage wurde zwischen 1973 und 1979 auf dem Gelände einer Mangan-Rösterei gebaut. Der erste der vier Blöcke wurde Ende 1977 angefahren, der letzte Ende 1978.
Anfänglich wurde die Kohle mit der Eisenbahn nach Lovosice transportiert und per Schiff nach Chvaletice gebracht, 1996 wurde der Transport des Brennstoffes gänzlich auf die Eisenbahn umgestellt.
1998 wurde die Rauchgasentschwefelungsanlage in Betrieb genommen.
Seit September 2013 gehört das Kraftwerk der Gesellschaft Severní energetická (die bis August 2013 noch Litvínovská uhelná hieß). Das Werk wurde für 150 Millionen Euro von dem bisherigen Eigentümer ČEZ übernommen. ČEZ wurde von der Europäischen Kommission angeschuldigt, den tschechischen Energiemarkt zu dominieren und deshalb aufgefordert, mindestens ein Kraftwerk von 800 MW Leistung zu verkaufen. Die Gesellschaft plante ursprünglich, das Werk 2015 zu schließen.

## Anlage
Das Kraftwerk umfasst vier Blöcke mit einer Leistung von je 200 MW und ist mit einem 305 m hohen Schornstein versehen. Die Kühltürme sind 100 m hoch und haben am Fuße einen Durchmesser von 60 m. Die Anlage ist mit zwei 400-kV-Hochspannungsleitungen an das Unterwerk Týnec und Labem angeschlossen.
Das Kraftwerk ist mit einer Rauchgasentschwefelungsanlage ausgerüstet, welche die Gase durch Kalkwäsche entschwefelt und sie danach über die Kühltürme ausstößt.
Die per Bahn angelieferte Kohle wird über ein Kreiselkipper entladen. Es steht ein Kohlelagerplatz für 850.000 t zur Verfügung.

## Brennstofftransport
Wegen des Baues des Kraftwerkes wurde der Oberlauf der Elbe schiffbar gemacht. Der Schiffstransport wurde gewählt, weil die Tschechoslowakischen Staatsbahnen (ČSD) unrealistische Forderungen für den Fall stellten, dass sie den Transport der Kohle von Nordböhmen zum Kraftwerk übernehmen müsste. So bestand sie darauf, dass zwischen der Kohlengruben bei Most und dem Bahnhof Řečany zusätzliche Gleise von 200 km Länge zu verlegen und mehrere Bahnhöfe auszubauen seien.
Für die Kohlentransporte wurde eigens die Elbe ab Kolín schiffbar gemacht. Da die Schleusen zwischen Mělník und Chvaletice nur 85 m lang sind, wurden die extra kurzen Schubboote TR 500 mit den Schubleichter TČ 1000 entwickelt. Für den Betrieb der Schiffe gründete die Tschechische Elbe-Oder Schifffahrtsgesellschaft (ČSPLO) ein Tochterunternehmen zum Transport von Energiekohle (ZPEU), das 64 Schubboote und 80 Kohleleichter besaß. Für das Kraftwerk mussten täglich 18 bis 20 Schiffe Kohle angeliefert werden, was einen jährlichen Transport von bis zu 4 Millionen Tonnen Kohle darstellt.
Anfang 1979 ließ ein kalter Winter die Elbe zufrieren und verhinderte die Schifffahrt. Die Kohle musste notfallmäßig mit Zügen zum Kraftwerk Opatovice und von dort mit Lkw nach Chvaletice gebracht werden. Selbst der aus der DDR herangeeilte Eisbrecher Anhalt konnte die Situation nicht ändern, denn er blieb im 60 cm dicken Eis bei Čelákovice stecken und musste warten, bis am 6. Februar Tauwetter einsetzte.
Ab 1992 begannen die Kohlentransporte mit der Bahn und 1996 wurde die Schifffahrt ganz eingestellt.